# علی‌آباد شماره ۱
علی‌آباد شماره ۱ یک روستا در ایران است که در دهستان شریف‌آباد (سیرجان) واقع شده‌است. علی‌آباد شماره ۱ ۳۵ نفر جمعیت دارد.